# Hilda (serie animata)
Hilda è una serie animata anglo-canadese tratta dall'omonimo fumetto di Luke Pearson, pubblicata su Netflix il 21 settembre 2018.

## Trama
La serie narra di Hilda, una ragazzina curiosa e coraggiosa che si diverte in mille avventure nella città di Trolberg, insieme ai suoi amici Frida e David, al suo cervolpe Twig, all'elfo Alfur e occasionalmente a sua madre e a tante altre creature particolari.

## Episodi
| Stagione         | Episodi | Prima TV originale | Prima TV Italia |
| ---------------- | ------- | ------------------ | --------------- |
| Prima stagione   | 13      | 2018               | 2018            |
| Seconda stagione | 13      | 2020               | 2020            |
| Terza stagione   | 8       | 2023               | 2023            |

## Personaggi e doppiatori

### Personaggi principali
- Hilda: Un'avventurosa ragazzina dai capelli blu, fa parte del gruppo scout dei Passerotti Esploratori e ama esplorare terre sconosciute con il suo cervovolpe domestico Twig. Nata nei boschi, si trasferisce in seguito con riluttanza nella città di Trolberg. Tuttavia, la ragazzina si adatta subito alla sua nuova casa, diventando alla fine più saggia, iscrivendosi a scuola, imparando ad andare in bicicletta e facendo amicizia. Nel film (dopo la stagione 2 e prima della 3) si trasforma temporaneamente in un troll e scopre com'è la vita nel loro mondo, il tutto mentre cerca di trovare la strada di casa. Voce originale di Bella Ramsey e italiana di Veronica Cuscusa.
- Frida: La migliore amica di Hilda, di origine afro-britannica. Una strega in formazione e una dei migliori studenti della loro scuola. Ha guadagnato molti distintivi come Passerotto Esploratore grazie alle sue capacità organizzative. Successivamente inizia l'addestramento magico sotto la guida di Matilda Pilqvist per diventare una strega con Hilda come suo famiglio, diventando infine abile nell'eseguire vari potenti incantesimi. Voce originale di Ameerah Falzon-Ojo e italiana di Clerissa Stefani (stagioni 1-2) e Luna Iansante (stagione 3).
- David: Il migliore amico di Hilda e Frida, e fa parte anche lui dei Passerotti Esploratori. È un ragazzino insicuro che si spaventa facilmente, ama raccogliere rocce e di solito finisce per attirare su di se gli insetti. Nonostante la sua natura timorosa, è leale, gentile e sempre presente per i suoi amici. Si dimostra riluttante ad accompagnare Hilda e Frida in avventure potenzialmente pericolose. Ha una cotta segreta per la bibliotecaria Kaisa. Voce originale di Oliver Nelson e italiana di Barbara Villa (stagioni 1-2) e Giulio Bartolomei (stagione 3).
- Johanna: La madre di Hilda che lavora come grafica e impiegata in un negozio di generi alimentari. Sebbene tollerante nei confronti delle avventure di sua figlia, teme ancora spesso per la sua sicurezza, arrabbiandosi quando Hilda mente su dove si trovi. Dopo che la sua casa è stata distrutta da un gigante, si è trasferita con Hilda dalla loro vita solitaria nella natura selvaggia a un appartamento nella vivace città di Trolberg. Voce originale di Daisy Haggard e italiana di Giovanna Nicodemo (stagioni 1-2) e Loretta Di Pisa (stagione 3).
- Alfur: Un elfo che viaggia con Hilda a Trolberg per conoscere la vita in città. Voce originale di Rasmus Hardiker e italiana di Marco Briglione.
- Erik Ahlberg: Il capo della pattuglia di sicurezza di Trolberg. Successivamente si dimette dal ruolo in seguito agli eventi del film. Voce originale di John Hopkins e italiana di Carlo Scipioni.
- Gerda Gustav: Il vice di Ahlberg. A differenza del suo capo, è molto competente e vuole mantenere al sicuro la gente di Trolberg. Successivamente viene promossa a vice capo in seguito alle dimissioni di Ahlberg. Voce originale di Lucy Montgomery e italiana di Tiziana Martello.

### Personaggi ricorrenti
- Kaisa: Una bibliotecaria che aiuta Hilda a fare ricerche sulle sue avventure. Assume un ruolo più attivo nella seconda stagione dopo che si è rivelata essere una strega. Voce originale di Kaisa Hammarlund.
- Trevor: Un bulletto locale. Voce originale di Reece Pockney.
- Uomo di legno: Un essere simile ad un albero antropomorfo, che visita spesso l'ex casa di Hilda nella foresta. Entra abitualmente senza essere invitato senza preoccuparsi di bussare alla porta. Voce originale di Ako Mitchell, italiana di Roberto Fidecaro.
- Astrid: Prozia di Hilda e zia di Johanna che vive a Tofoten. Alla fine della serie si rivela essere una fata. Voce originale di Miriam Margolyes, e Teresa Gallagher (da giovane), italiana di Daniela D'Angelo.
- Pooka: Un mutaforma che continua a chiedere cose a caso ad Astrid e gli viene sempre negato. Voce originale di Philippa Rice, italiana di Andrea Pirolli.
- Anders: Il padre di Hilda che vuole trascorrere più tempo con lei. Viene salvato dai genitori di Johanna quando è stato quasi mangiato da un troll, ma è stato mandato alla collina delle Fate. Voce originale di John Simm, italiana di Gabriele Tacchi.

## Produzione e trasmissione
Il 15 giugno 2016 il The New Yorker ha fatto un breve cenno allo sviluppo della serie, annunciando che Netflix aveva in cantiere una serie animata di 12 episodi, basata sui primi 4 libri, che sarebbe stata pronta nel 2018.
Sul blog ufficiale della Nobrow Press, il 21 giugno 2016, Luke Pearson e Sam Arthur, cofondatore della casa editrice, hanno annunciato che anche Silvergate Media avrebbe preso parte alla produzione della serie. In tale articolo Pearson aveva espresso il proprio entusiasmo nei confronti della trasposizione animata del fumetto, aggiungendo come Silvergate stesse facendo un lavoro molto attento ai dettagli, che sarebbe stato pronto per il pubblico entro un paio di anni.
La prima stagione è stata interamente distribuita su Netflix il 21 settembre 2018, in tutti i Paesi in cui il servizio è disponibile.
Nell'ottobre 2018 venne annunciato che la serie era stata rinnovata per una seconda stagione in arrivo nel 2020.
Un film chiamato Hilda e il Re Montagna, tratto dall'omonimo sesto libro della serie, è uscito su Netflix il 30 dicembre 2021.
Il 19 novembre 2021 venne annunciata la terza e ultima stagione della serie, arrivata il 7 dicembre 2023.

## Accoglienza
L'aggregatore di recensioni Rotten Tomatoes riporta per la prima stagione un 100% di recensioni positive, sulla base di 11 recensioni con una valutazione media di 9,30/10. Il consenso della critica del sito web recita: "Magia animata di prim'ordine, Hilda cattura con successo sentimenti complessi e personaggi affascinanti in un'avventura incantevole adatta sia a bambini che ad adulti".